# Panathīnaïkos Athlītikos Omilos 2016-2017 (pallacanestro maschile)
Questa voce raccoglie le informazioni riguardanti il Panathīnaïkos B.C. nelle competizioni ufficiali della stagione 2016-2017.

## Stagione
La stagione 2016-2017 del Panathīnaïkos è la 66ª nel massimo campionato greco di pallacanestro, l'A1 Ethniki.

## Roster
Aggiornato al 18 luglio 2018.
| Panathīnaïkos Superfoods 2016-17 | Panathīnaïkos Superfoods 2016-17 |
| Giocatori                        | Staff tecnico                    |
| -------------------------------- | -------------------------------- |

| N. | Naz.                                                | Ruolo | Nome                     | Anno | Alt.   | Peso   |  |
| -- | --------------------------------------------------- | ----- | ------------------------ | ---- | ------ | ------ |  |
| 0  | Stati Uniti (bandiera)                              | C     | Chris Singleton          | 1989 | 206 cm | 104 kg |  |
| 2  | Stati Uniti (bandiera)                              | AG    | Demetris Nichols         | 1984 | 203 cm | 98 kg  |  |
| 3  | Stati Uniti (bandiera)                              | AP    | K.C. Rivers              | 1987 | 196 cm | 92 kg  |  |
| 5  | Stati Uniti (bandiera)                              | P     | Mike James               | 1990 | 185 cm | 86 kg  |  |
| 7  | Grecia (bandiera)                                   | P     | Leuterīs Mpochōridīs     | 1994 | 196 cm | 91 kg  |  |
| 8  | Stati Uniti (bandiera) · Grecia (bandiera)          | AG    | Pat Calathes             | 1985 | 207 cm | 104 kg |  |
| 9  | Grecia (bandiera)                                   | AG    | Antōnīs Fōtsīs           | 1981 | 209 cm | 113 kg |  |
| 11 | Grecia (bandiera)                                   | G     | Nikos Pappas             | 1990 | 196 cm | 98 kg  |  |
| 12 | Stati Uniti (bandiera) · Rep. Dominicana (bandiera) | G     | James Feldeine           | 1988 | 193 cm | 91 kg  |  |
| 14 | Stati Uniti (bandiera)                              | AG    | James Gist               | 1986 | 204 cm | 105 kg |  |
| 15 | Grecia (bandiera)                                   | AG    | Vasilīs Charalampopoulos | 1997 | 202 cm | 107 kg |  |
| 16 | Grecia (bandiera)                                   | G     | Giōrgos Kalaitzakīs      | 1999 | 195 cm | 73 kg  |  |
| 17 | Grecia (bandiera)                                   | C     | Kōstas Gontikas          | 1994 | 206 cm | 112 kg |  |
| 20 | Grecia (bandiera)                                   | P     | Michalīs Lountzīs        | 1998 | 195 cm | 86 kg  |  |
| 21 | Stati Uniti (bandiera)                              | AG    | Kenny Gabriel            | 1989 | 205 cm | 95 kg  |  |
| 25 | Italia (bandiera)                                   | GA    | Alessandro Gentile       | 1992 | 200 cm | 100 kg |  |
| 29 | Grecia (bandiera)                                   | C     | Iōannīs Mpourousīs       | 1983 | 215 cm | 122 kg |  |
| 33 | Stati Uniti (bandiera) · Grecia (bandiera)          | P     | Nick Calathes (C)        | 1989 | 196 cm | 97 kg  |  |

| Allenatore |
| - Argyrīs Pedoulakīs (fino al 18 ottobre) - Giōrgos Vovoras (dal 18 ottobre fino al 22 ottobre) - Xavi Pascual (dal 22 ottobre)                                                                  |
| Assistente/i |
| - Adamantios Panagiotopoulos - Nikos Pappas - Giōrgos Vovoras (fino al 18 ottobre e dal 22 ottobre) - Íñigo Zorzano (dal 22 ottobre) Legenda - (C) Capitano - (IN) Inattivo - Infortunato Roster |

## Mercato

### Sessione estiva
| Acquisti | Acquisti           | Acquisti       | Acquisti   | Acquisti |
| R.       | Nome               | da             | Modalità   |          |
| -------- | ------------------ | -------------- | ---------- | -------- |
| C        | Kōstas Gontikas    | NYU Violets    | definitivo |          |
| C        | Chris Singleton    | Anhui Wenyi    | definitivo |          |
| AG       | Pat Calathes       | Astana         | definitivo |          |
| A        | Demetris Nichols   | CSKA Mosca     | definitivo |          |
| P        | Mike James         | Saski Baskonia | definitivo |          |
| C        | Iōannīs Mpourousīs | Saski Baskonia | definitivo |          |
| AP       | K.C. Rivers        | Real Madrid    | definitivo |          |

| Cessioni | Cessioni             | Cessioni         | Cessioni       | Cessioni |
| R.       | Nome                 | a                | Modalità       |          |
| -------- | -------------------- | ---------------- | -------------- | -------- |
| C        | Miroslav Raduljica   | Olimpia Milano   | rescissione    |          |
| P        | Marquez Haynes       | Reyer Venezia    | fine contratto |          |
| C        | Giōrgos Papagiannīs  | Sacramento Kings | rescissione    |          |
| AC       | Vince Hunter         | Chicago Bulls    | fine contratto |          |
| AP       | Vladimir Janković    | Valencia         | fine contratto |          |
| G        | Elliot Williams      | G.S. Warriors    | fine contratto |          |
| P        | Dīmītrīs Diamantidīs |                  | ritirato       |          |
| P        | Antōnīs Koniarīs     | PAOK Salonicco   | fine contratto |          |
| P        | Kōstas Papadakīs     | Kolossos Rodi    | prestito       |          |

### Dopo l'inizio della stagione
| Acquisti | Acquisti           | Acquisti         | Acquisti         | Acquisti   |
| R.       | Nome               | da               | Data             | Modalità   |
| -------- | ------------------ | ---------------- | ---------------- | ---------- |
| AG       | Kenny Gabriel      | Lokomotiv Kuban' | 24 novembre 2016 | definitivo |
| GA       | Alessandro Gentile | Olimpia Milano   | 19 dicembre 2016 | prestito   |

| Cessioni | Cessioni           | Cessioni       | Cessioni       | Cessioni      |
| R.       | Nome               | a              | Data           | Modalità      |
| -------- | ------------------ | -------------- | -------------- | ------------- |
| AG       | Pat Calathes       | Pall. Cantù    | 4 gennaio 2017 | rescissione   |
| GA       | Alessandro Gentile | Olimpia Milano | 7 marzo 2017   | fine prestito |